# Der Lange Mann

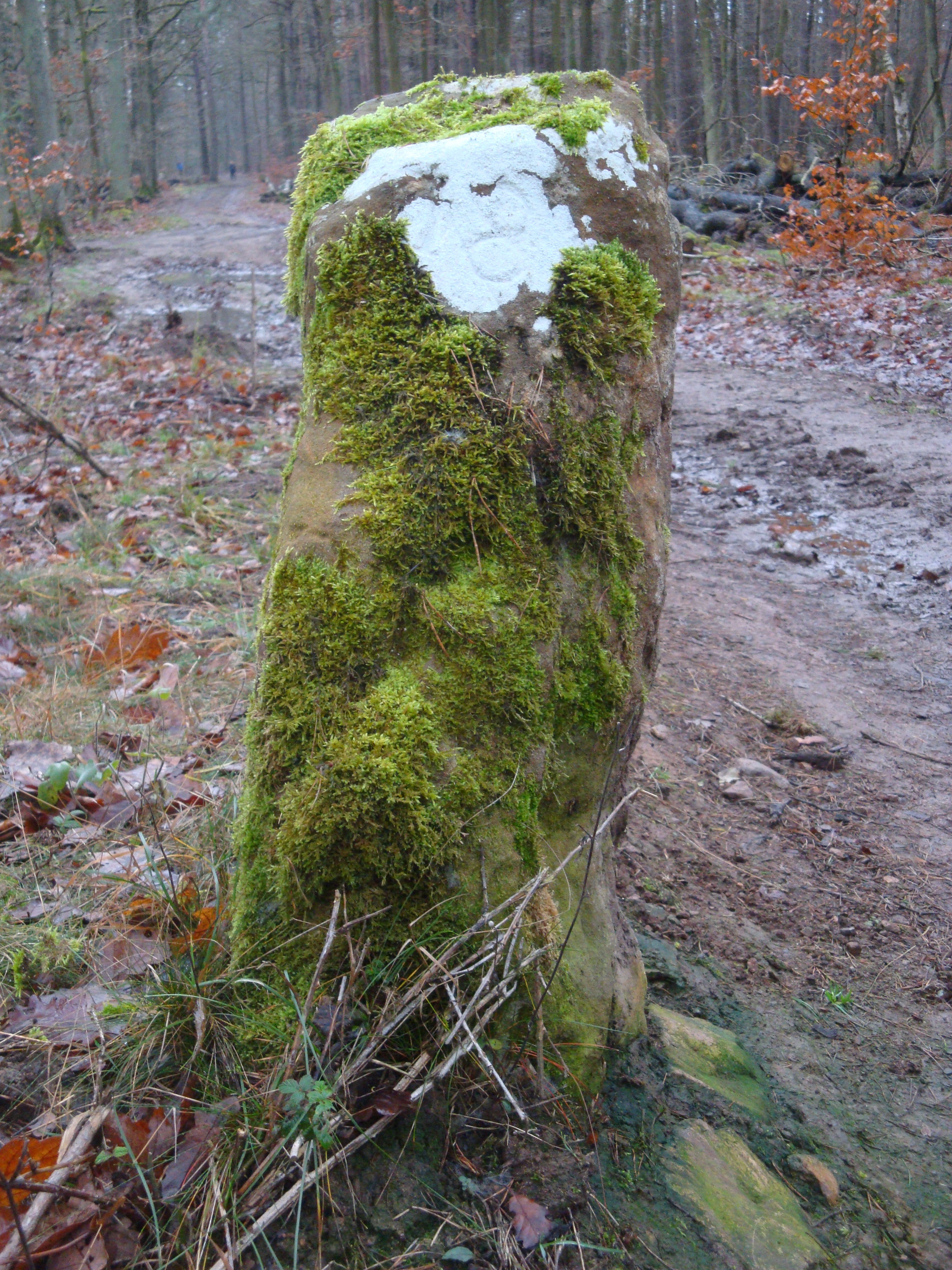
Menhir im Stadtwald Bad Kreuznach

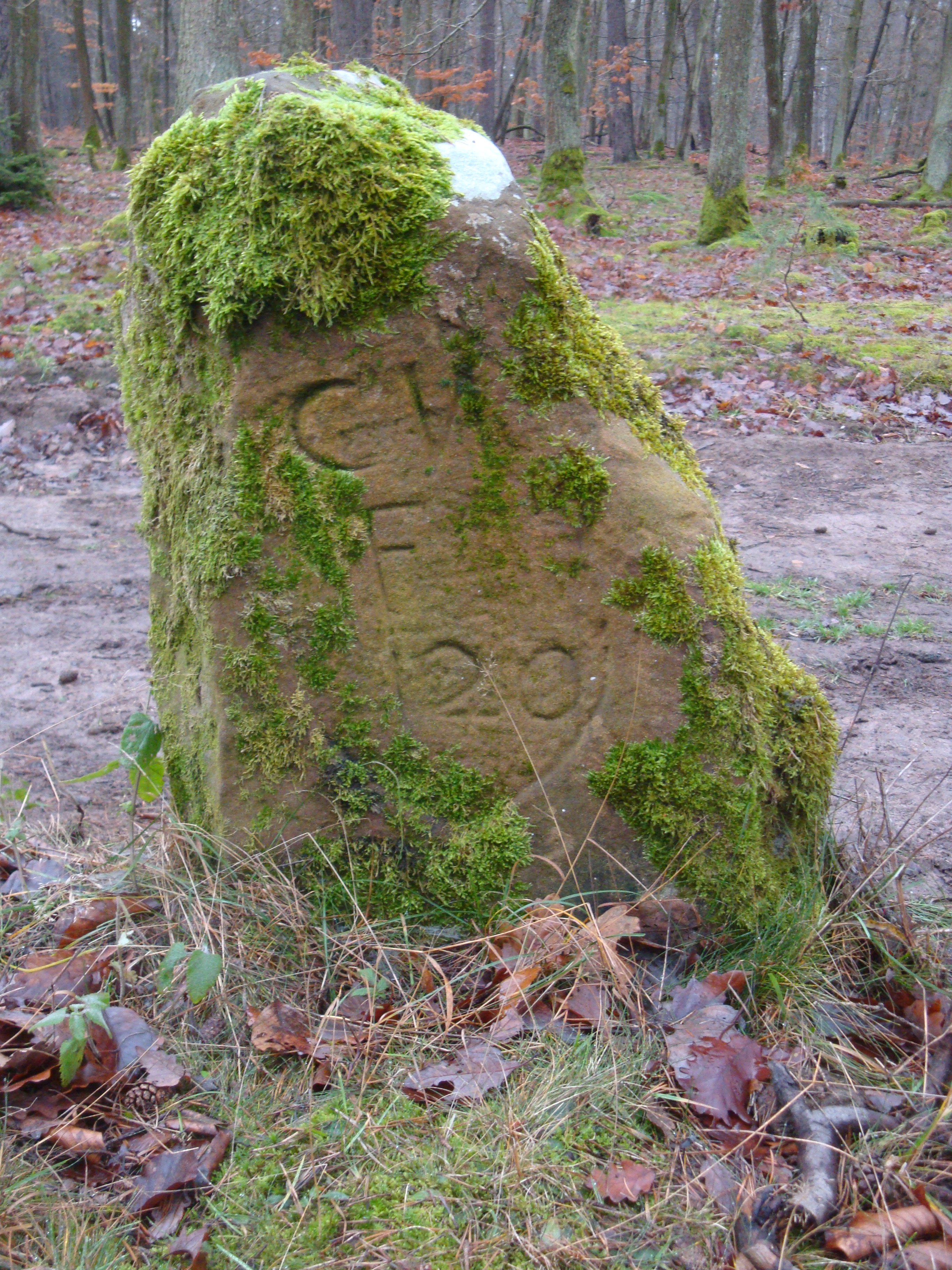
Moderne Einritzungen

Der Lange Mann ist ein Menhir bei Bad Kreuznach im Landkreis Bad Kreuznach in Rheinland-Pfalz.

## Lage und Beschreibung
Der Lange Mann befindet sich südlich von Bad Kreuznach in einem Waldstück direkt an einem Waldweg. Er diente früher als Grenzstein zwischen den Orten Bad Kreuznach, Frei-Laubersheim und Altenbamberg und damit zeitweilig auch als Grenzstein zwischen Preußen, dem bayrischen Rheinkreis und dem Großherzogtum Hessen. 600 m östlich liegt das hallstattzeitliche Grabhügelfeld von Altenbamberg. Laut Otto Gödel könnte der Stein hiermit in Zusammenhang stehen, vielleicht sogar von hier stammen, und erst im Mittelalter zum Grenzstein umfunktioniert worden sein.
Der Menhir besteht aus Sandstein und hat eine stark verwitterte Oberfläche. Er hat eine Höhe von 76 cm, eine Breite von 55 cm und eine Tiefe von 28 cm. Der Stein ist quaderförmig. Er weist ein eingeritztes Kreuz, mehrere (Wetz-)Rinnen und Graffiti auf. Otto Gödel konnte im 20. Jahrhundert noch die Umrahmung eines Bad Kreuznacher Wappens erkennen, die aber mittlerweile verschwunden ist.